# Fronte per la Vittoria
Il Fronte per la Vittoria (Frente para la Victoria in spagnolo) , acronimo FPV, è stata una coalizione argentina, una corrente del Partito Giustizialista e un'alleanza elettorale fondata nel 2003 per sostenere la candidatura presidenziale di Néstor Carlos Kirchner che risultò eletto presidente per il mandato 2003-2007. Alle elezioni presidenziali del 2007 il partito ha sostenuto la candidatura di Cristina Fernández de Kirchner per il mandato 2007-2011. Il FPV si identifica nel kirchnerismo ossia il peronismo di sinistra. Occorre però non confondere questa alleanza con il Partito della Vittoria che è uno dei membri integranti del Frente para la Victoria.
È stato succeduto nel 2017 dalla coalizione elettorale chiamata Unidad Ciudadana, e successivamente dal Fronte di Tutti, che ha governato il paese dal 2019 al 2023.

## Origini
Nel 2003, l'alleanza risultava costituita dalle seguenti organizzazioni politiche:
- De la Victoria - Nueva Dirigencia (Jujuy)
- Nueva Dirigencia (Capitale Federale)
- Nacionalista Constitucional - Política Abierta para la Integración Social - Progreso Social (Buenos Aires)
- Gestión Estado y Sociedad Todos Ahora (Capitale Federale)
- Partido Popular (Corrientes)
- Acción Popular (Córdoba)
- Unión Popular (Salta)
- Movimiento de Renovación Cívica (Jujuy)
- Acción para el Cambio (Córdoba)
- Memoria y Movilización Social (Buenos Aires)
- Memoria y Movilización Social (Capital Federal)
- Santiago Viable (Santiago del Estero)
- Frente de Integración Social para un Cambio en Libertad (Mendoza)

Il Fronte per la Vittoria si è caratterizzato per riunire forze politiche generalmente collocate a centro-sinistra della politica argentina, in particolare correnti progressiste provenienti dai seguenti partiti:
- Partito Giustizialista (PJ). La maggior parte dei politici e degli elettori del FPV provengono dalle correnti socialiste e socialdemocratiche del peronismo.
- Unione Civica Radicale. Alcuni settori di questo storico partito argentino hanno sostenuto la politica portata avanti dai Kirchner tra cui l'ex governatore radicale ed attuale vicepresidente Julio Cobos.
- Partito Socialista. Alcune correnti di questo partito hanno sostenuto il FPV in quanto portatore di politiche molto vicine al socialismo e alla socialdemocrazia.
- Partito Comunista Argentino. Alcuni membri di questo partito hanno sostenuto Kirchner per le sue politiche antiliberiste.
- Partito Intransigente. Socialdemocratico.
- Democrazia Cristiana Argentina. Molti settori di questo piccolo partito hanno appoggiato il governo.
- Convergenza di Sinistra. Trotskista.

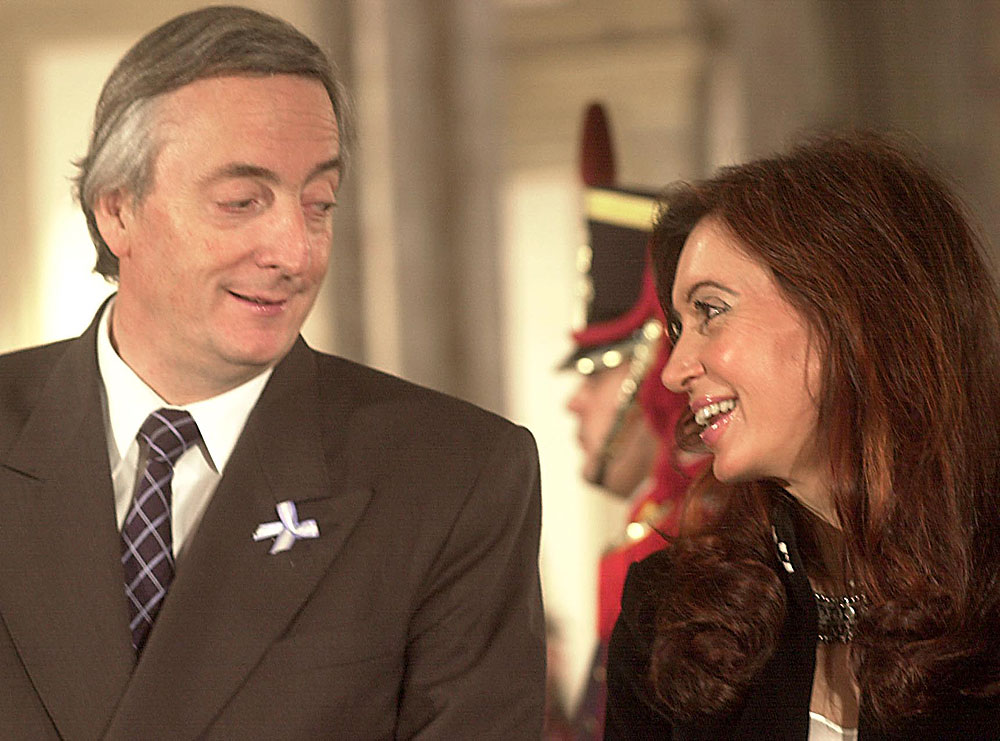
Cristina Fernandez in compagnia del marito-presidente Néstor Carlos Kirchner, ritratti nel maggio 2004.
Foto: Presidencia de la Nación

- Barrios de Pie. Socialista.

## Principi
Il Frente para la Victoria ha pubblicato una lista di dichiarazione di principi su cui si basano il programma e l'azione di governo del partito. intitolandolo «Argentina, convicción y capacidad para construir un nuevo país» (Argentina, convinzioni e capacità per costruire un nuovo paese).
Il FPV considera come intollerabile la differenza tra ricchi e poveri criticando i partiti responsabili della crisi del 2001 sia di maggioranza, come l'Unione Civica Radicale, sia quelli di opposizione, come il Partito Giustizialista da cui proviene la maggior parte dei politici del FPV tra cui gli stessi Kirchner. Principale obbiettivo del FPV è di introdurre politiche che permettessero a tutti gli argentini di poter vivere dignitosamente e di costruire una nuova nazione attuando anche un profondo rinnovamento delle istituzioni esistenti.
Il partito propone anche la creazione di un grande fronte di forze politiche nazionali che abbia come obbiettivo di governare meglio l'Argentina e di dare agli argentini più speranza e fiducia nel futuro.

## Programma
Il Frente para la Victoria ha un programma di centro-sinistra molto vicino alla socialdemocrazia ed è in netta contrapposizione alla politica neo-liberale adottata dai presidenti Fernando de la Rúa (UCR) e Carlos Menem (PJ). Sostiene un processo di rinnovamento dell'economia e delle istituzioni che permetta un maggior coinvolgimento degli argentini nella vita politica della Nazione. A livello internazionale s'identifica nel progressismo latino-americano di Michelle Bachelet (Cile), Tabaré Vázquez (Uruguay), Hugo Chávez (Venezuela), Lula da Silva (Brasile), Evo Morales (Bolivia) e Fidel Castro (Cuba).
La piattaforma programmatica è divisa così:
- 1-Lo Stato: Arbitro delle relazioni sociali
- 2-La Politica: Strumento del cambio sociale
- 3-Economia: Strumento per definire il progetto del Paese
- 4-Società: Obiettivo finale dello Stato, della politica, e dell'economia
- 5-Il mondo: La nostra casa

Il FPV a livello ideologico s'identifica nelle idee portate avanti dall'Internazionale Socialista e i Kirchner hanno proposto l'ingresso del Partido Justicialista e quindi anche il Frente para la Victoria nell'organizzazione che riunisce il socialismo di tutto il mondo. Nel 2006 assieme ad altri movimenti ha costituito la Concertazione Plurale, ispirata alla Concertacion cilena, adottando una politica pragmatica che coinvolge tutte le forze politiche dell'Argentina.

## Il FPV al governo

### Presidenza di Néstor Kirchner
Nel 2003 il FPV con la candidatura di Néstor Kirchner risultò secondo alle elezioni presidenziali in Argentina del 2003 con il 22,24%, subito dietro al Fronte per la Libertà-Unione del Centro Democratico di Carlos Menem con il 24%. Ai fini della Costituzione Nazionale si doveva procedere al ballottaggio ma Menem si ritirò a causa dei sondaggi a lui sfavorevoli (35% contro il 65% di Kirchner) decise di non presentarsi. Il 25 maggio del 2003 Néstor Kirchner venne proclamato presidente dell'Argentina ed ha mantenuto l'incarico fino al 2007.
Nel 2003 il FPV ha ottenuto l'importante appoggio di Eduardo Duhalde (presidente ad interim dal 2002 al 2003) e dal settore del PJ a lui riferito, noto come Duhaldismo. Alle elezioni legislative dell'ottobre 2005 il patto tra Kirchnerismo e Duhaldismo è venuto a meno ed Eduardo Duhalde fondò il conservatore Fronte Giustizialista.
Lo scontro tra Kirchner e Duhalde si verificò in particolare nella Provincia di Buenos Aires. Il FPV presentò come candidata presidente Cristina Fernández de Kirchner, moglie di Kirchner, mentre il PJ la dissidente Hilda "Chiche" Gonzalez de Duhalde, moglie di Duhalde. Queste elezioni videro il trionfo della primera dama Kirchner.
Kirchner come Presidente dell'Argentina ha attuato una politica economica eterodossa, critica delle tattiche neoliberali attuate dalle politiche dei presidenti precedenti e responsabili del crollo dell'economia nazionale. Assieme al suo ministro dell'Economia Roberto Lavagna ha ristrutturato il debito estero e saldato il debito nei confronti del Fondo Monetario Internazionale. Il governo di Kirchner ha riaffermato il ruolo dello Stato nell'economia procedendo alla statalizzazione di molte compagnie private nazionali ed internazionali localizzate nel paese.
Sul piano della politica internazionale Kirchner si è progressivamente allontanato dalla strategia conservatrice della Casa Bianca, avvicinandosi agli altri paesi dell'America Latina tra cui Cuba, Venezuela, Bolivia, Brasile, Cile e Messico oltre paesi fuori dal Sudamerica come Spagna, Russia, Cina e Vietnam.
Generalmente la sua politica viene collocata in un'area della sinistra ed infatti i principali alleati di Kirchner sono la sinistra ma in realtà ha uno stile personale di governo criticato soprattutto dal centro-destra ma anche da alcuni settori più moderati del centro-sinistra.

### Presidenza di Cristina Fernández de Kirchner
Il 2 giugno 2007 il Capo di Gabinetto Alberto Fernández, affermò che Kirchner non si sarebbe ripresentato alle successive elezioni del 28 ottobre, proponendo la candidatura della moglie Cristina Fernández de Kirchner, senatrice del Frente para la Victoria-Provincia de Buenos Aires. La notizia era trapelata il giorno precedente ed era stata pubblicata dal quotidiano Clarín
Il 19 luglio il partito ha presentato la candidatura della senatrice Fernández de Kirchner per la presidenza. La candidatura è stata lanciata a La Plata, città natale della first lady. Alcuni settori del Partito Giustizialista hanno suscitato interesse e ribadendo la volontà di candidare la Kirchner.
La senatrice è molto conosciuta nel paese ed all'estero per la sua difesa dei diritti umani e per l'appoggio ricevuto da altre donne progressiste impegnate in politica come Michelle Bachelet, Presidente del Cile, Hillary Clinton, senatrice USA, Ségolène Royal, ex candidata alla elezioni presidenziali in Francia del 2007.
Il 28 ottobre la candidata del Fronte per la Vittoria ha vinto le elezioni con il 45,29% superando la candidata della Coalición Cívica (centrista) Elisa Carrió che ha ottenuto il 23,04%. La Kirchner ha vinto in tutte le province tranne nella Capitale Federale dove la Carrió ha prevalso con il 37% contro il 22% della Kirchner mentre nella Provincia di Córdoba ha vinto l'ex ministro dell'economia Roberto Lavagna che ha scelto di abbandonare il governo dopo contrasti con Kirchner e sostenuto dall'Unione Civica Radicale, anche nella Provincia di San Luis ha vinto Alberto Rodríguez Saá.
Il 10 dicembre 2007 succede a suo marito divenendo la seconda donna eletta alla massima magistratura argentina ma la prima eletta per volontà popolare.
La Kirchner generalmente ha proseguito la politica introdotta da Néstor Kirchner dal punto di vista economico e della politica internazionale. La Kirchner ha tuttavia incontrato maggiori difficoltà rispetto al passato soprattutto a causa della presenza di una forte opposizione che l'accusa di nepotismo in quanto moglie del suo predecessore.

Ha iniziato la sua presidenza con una popolarità nettamente superiore al 60% ma nel corso dei mesi questa percentuale cala al 45% all'alba della grande protesta del settore agro-industriale a causa delle intenzioni del governo di aumentare le imposte per le esportazioni di soia verso l'estero che sono state accusate dal governo di speculare sui prezzi e di essere legati alle vecchie lobby economiche e di potere che hanno causato la crisi economica del 2001. Il nuovo ministro Martin Lousteau, appena trentenne, si dimette a seguito delle forti pressioni operate da parte del settore agrario 

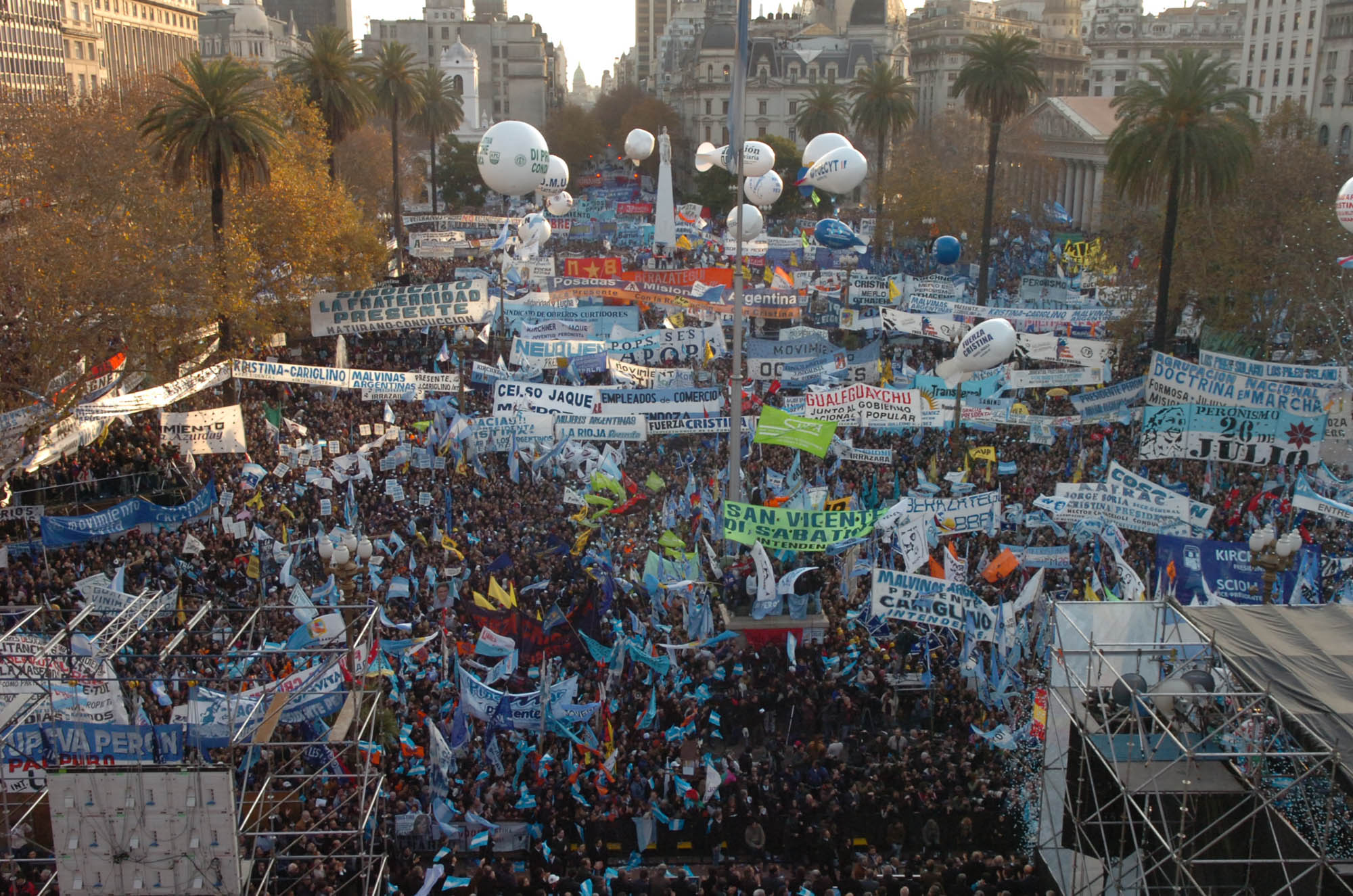
Maobilitazione in appoggio del governo, 18 giugno 2008.

La protesta dura ben 129 giorni, dall'11 marzo 2008 fino al 17 giugno 2008 giorno in cui il Senato nega il suo appoggio alla mozione del governo chiamata 125/08. Il vicepresidente e senatore Julio Cobos assieme ad alcuni esponenti dell'opposizione vota contro il proprio governo creando un'acuta crisi politica che ha portato alle dimissioni anche del Capo di Gabinetto Alberto Fernández sostituito poi da Sergio Massa. A fronte delle proteste nei confronti del governo i sostenitori del kirchnerismo hanno preparato diverse contromanifestazioni in appoggio della presidente. Nonostante l'alta affluenza nelle manifestazioni a favore del governo la popolarità della Kirchner è calata fino al 23% a luglio e da agosto in poi è assestata al 30%. Alcuni partiti come l'Unione Civica Radicale e la Coalición Cívica hanno intensificato la loro opposizione.
Un'ulteriore segnale di debolezza è dovuto anche alla imminente grande recessione che ha colpito duramente l'Argentina nonostante l'elevata crescita che ha interessato il paese sudamericano durante la presidenza di Kirchner. Nel frattempo la Kirchner nazionalizza la compagnia aerea di bandiera e i fondi pensionistici suscitando le ire dell'opposizioni di destra e di centro.
Intanto il partito cerca di organizzarsi per le elezioni legislative del 2009 cercando di recuperare i voti perduti in questi mesi difficili per il governo. Intanto la presidente attraverso un decreto legge anticipa le elezioni che inizialmente si dovevano svolgere il 25 ottobre ma alla fine si svolgeranno il 28 giugno, con quattro mesi in anticipo. L'opposizione ha criticato molto questa scelta affermando che il FPV ha intenzione di iniziare una grande offensiva per recuperare i voti persi. Néstor Kirchner ha fatto sapere che si candiderà a deputato per la Provincia di Buenos Aires affrontando Margarita Stolbizer della CC e De Narvarez del peronismo dissidente alleato con il movimento liberal-conservatore Proposta Repubblicana del sindaco di Buenos Aires. Kirchner è in vantaggio in tutti i sondaggi pubblicati recentemente. Kirchner ha affermato che se il governo perde queste elezioni l'Argentina rischia di tornare alle stesse condizioni della crisi economica del 2001.

#### Le elezioni legislative del 2009
Alle elezioni legislative del 2009 erano in gioco 127 seggi alla Camera e 24 al Senato.
Alla Camera, l'ACyS (centro-sinistra) è risultato primo in otto stati, ed ha conquistato 42 seggi, contro i 26, che già possedeva (16 in più). I Kirchneristi (FpV - PJ ed alleati) hanno in tutto perso 24 seggi, mentre l'Union-PRO (peronisti conservatori) hanno guadagnato 12 seggi. I Kirchneristi si sono trovati in tal modo minoritari alla Camera (13 seggi in meno della metà).
Al Senato, l'ACyS ha guadagnato 7 seggi (da 7 a 14), mentre i Kirchneristi hanno perso 4 seggi (da 12 ad 8). Anche al Senato i Kircheniristi hanno perso la maggioranza, avendo 36 seggi su 74.

#### Le elezioni parlamentari del 2013
In occasione delle elezioni parlamentari del 2013 il Fronte per la Vittoria si è classificato primo aggiudicandosi il 33,15% dei voti e 132 seggi del Congresso.

#### Le elezioni presidenziali del 2015
In occasione delle elezioni presidenziali del 2015 il Fronte per la Vittoria ha presentato come candidato alla presidenza il governatore della provincia di Buenos Aires Daniel Scioli e alla vicepresidenza il Segretario Legale e Tecnico della Presidenza dell'Argentina Carlos Zannini. Al primo turno il tandem Scioli-Zannini si è classificato primo con il 37,08 % dei voti mentre al ballottaggio ha ottenuto il 48,66 % dei delle preferenze classificandosi secondo alle spalle del candidato di Cambiemos Mauricio Macri.
Nonostante la sconfitta per la presidenza, il Fronte per la Vittoria è rimasto la principale forza politica argentina, governando dodici dei 24 distretti autonomi del paese e detenendo la maggioranza assoluta al Senato e la principale partito d'opposizione alla Camera dei Deputati.

## In Parlamento
Il Fronte per la Vittoria, in Parlamento, ha costituito, con gli alleati, un unico blocco chiamato Concertación Plural. Tuttavia la coalizione è andata in crisi ben presto a causa delle tensioni con la componente originaria dell'Unione Civica Radicale, chiamata Radicali K, guidati dal vicepresidente Julio Cobos soprattutto a seguito del fallimento del progetto di riforma del settore agro-industriale avvenuta proprio a causa del voto contrario del cobismo.